# Golem Grad
Golem Grad (Macedonisch: Голем Град, naar het Nederlands vertaald Grote Stad) is een rotsachtig eiland in het Macedonische deel van het Prespameer en behoort tot het Nationaal Park Galičica. Het eiland ligt dicht bij het drielandenpunt van Noord-Macedonië, Albanië en Griekenland en staat bekend om zijn grote slangenpopulatie. Tegenwoordig is het eiland onbewoond, maar het is ooit bewoond geweest door kloosterlingen wat te zien is aan de  kerkruïnes uit de Romeinse tijd. Naast deze ruïnes staan op het eiland nog overblijfselen van Romeinse basilica's, villa's en havens. Golem Grad is het grootste eiland van Noord-Macedonië.